# NGC 676
NGC 676 je galaksija u zviježđu Ribe.

## Vanjske poveznice
- SEDS: NGC 0676